# オニグンソウ
オニグンソウは、日本の漫画家。イラストレーター。和歌山県出身。

## 来歴
大学在学中より執筆活動を始め、2007年より自身ホームページ上で漫画やイラストの発表を開始する。
2009年、『月刊コミックブレイド』（マッグガーデン）にて、『-ヒトガタナ-』で連載デビューを果たす。また、同人活動も行っており、同年3月には東方Projectの「第六回博麗神社例大祭」にも参加している。
自身が影響を受けた作家として、上山徹郎、三輪士郎、岩泉舞、みつみ美里を挙げている。

## 作品リスト

### 漫画

#### 連載
- -ヒトガタナ-（マッグガーデン『月刊コミックブレイド』2009年6月号 - 2014年9月号→『月刊コミックガーデン』2020年3月5日、『MAGCOMI』、全11巻）
- もののがたり（集英社『ミラクルジャンプ』2014年5月号[3] - 2016年1月号[4]→『ウルトラジャンプ』2016年2月号[5] - 2023年7月号[6]、全16巻）

#### 読切
- ダイレクトメッセージ（マッグガーデン『月刊コミックブレイド』2010年10月号）

### アニメ
- M3〜ソノ黒キ鋼〜 - キャラクター原案

## 師匠
- 筒井大志[7]